# Fournels
Fournels är en kommun i departementet Lozère i regionen Occitanien i södra Frankrike. Kommunen ligger i kantonen Fournels som tillhör arrondissementet Mende. År 2022 hade Fournels 369 invånare.

## Befolkningsutveckling
Antalet invånare i kommunen Fournels
| Referens: INSEE |